# Walter Wolfrum
Walter Wolfrum (Schmölz, 23 de Maio de 1923 — Schwabach, 26 de Agosto de 2010) foi um piloto alemão da Luftwaffe durante a Segunda Guerra Mundial. Voou em 424 missões de combate, nas quais abateu 137 aeronaves inimigas, o que fez dele um ás da aviação. Serviu a Luftwaffe de Fevereiro de 1943 até ao final da guerra. Depois do conflito, tornou-se num piloto acrobático de sucesso, ganhando o Campeonato Alemão em 1962 e alcançando o segundo lugar em 1961, 1963, 1964 e 1966.

## Carreira
Walter Wolfrum nasceu em 23 de maio de 1923 na localidade de Schmölz, província de Alta Francónia, Alemanha. Uma vez concluído seu treinamento de piloto de caça, ele seria designado para servir como Leutnant junto ao 5./JG 52 (5. Staffel da Jagdgeschwader 52), então lutando na Frente Oriental.
Como muitos ases, Wolfrum teve um início lento de carreira. Sua primeira vitória viria somente em 25 de maio de 1943, após 62 missões de combate completadas e seu segundo abate em 21 de julho de 1943, em sua 132.ª missão.
No entanto, com o passar do tempo ele desenvolveu suas técnicas de combate: sua 10.ª vitória foi alcançada em 6 de setembro, a 20.ª em 11 de dezembro e a 30.ª em 15 de fevereiro de 1944. No dia 19 de março de 1944, ele derrubaria seis aviões inimigos (39–44ª vitórias), aos quais somaram-se outros quatro (48–51ª vítimas) em 26 de março.
Wolfrum seria condecorado com o Troféu de Honra da Luftwaffe em 20 de abril de 1944. No mês de maio desse mesmo ano ele somaria outras 28 vitórias confirmadas ao seu total, das quais seis no dia 20, onze no dia 30 e outros seis em 31. Nesse ínterim ele foi designado Staffelkapitän do 1./JG 52 e foi agraciado com a Cruz Germânica em Ouro em 18 de maio de 1944. Sua 100.ª vitória confirmada seria alcançada em 1 de junho de 1944. Ele foi o 74.º piloto da Luftwaffe a atingir a marca do século.
Em 16 de julho de 1944, durante um combate contra 10 caças inimigos, o Bf 109 G-6, (Werkenummer 163631) "Branco 6" de Wolfrum foi severamente atingido e ele gravemente ferido.
Enquanto se recuperava de seus ferimentos, o Leutnant Walter Wolfrum foi finalmente condecorado com a Cruz de Cavaleiro da Cruz de Ferro em 27 de julho de 1944, quando somava 126 vitórias aéreas.
Retornando à frente de batalha apenas em fevereiro de 1945, ele somaria outras 11 vitórias antes de ser novamente ferido em combate. Aprisionado pelos americanos ao fim da guerra, mas entregue aos soviéticos, como quase toda a JG 52. Wolfrum seria libertado em julho de 1945 em razão do agravamento de seus ferimentos.
Após a guerra, embora não tenha se juntado à nova Força Aérea alemã, ele se tornou um dos mais famosos e melhores pilotos acrobáticos da Alemanha.
Ao longo da guerra, Walter Wolfrum voou 424 missões de combate, foi ferido em 4 ocasiões, fez 12 pousos forçados e alcançou a marca de 137 vitórias confirmadas (incluindo 119 caças e 16 Ilyushin Il-2, todas na frente russa), sem se considerar outras 40 nunca confirmadas. Além disso, Wolfrum também foi o responsável pelo afundamento de uma lancha torpedeira soviética. Walter Wolfrum faleceu de causas naturais em Schwabach, Alta Francónia, Alemanha, em 26 de agosto de 2010, aos 87 anos de idade.

## Condecorações
- Medalha Oriental
- Cruz de Ferro (1939)
  - 2ª classe (28 de julho de 1943)
  - 1ª classe (22 de setembro de 1943)
- Distintivo de Ferido em Ouro
- Distintivo de Voo do Fronte da Luftwaffe em Ouro (22 de julho de 1943)
- Troféu de Honra da Luftwaffe (24 de abril de 1944) como Leutnant e piloto[8]
- Cruz Germânica em Ouro (18 de maio de 1944) como Leutnant no 5./JG 52[9]
- Cruz de Cavaleiro da Cruz de Ferro (27 de julho de 1944) como Leutnant e piloto no 5./JG 52[10]